# Torneo Nacional de Clubes 2010
El Torneo Nacional de Clubes de 2010 fue la décimo-séptima edición del torneo organizado por la Unión Argentina de Rugby que reúne a los mejores clubes de la URBA y del Torneo del Interior. Se llevó a cabo entre el 13 y el 27 de noviembre de 2010. Tras disputar una versión reducida en la temporada anterior, el torneo estrenó el formato proyectado originalmente con 8 equipos participantes: los cuatro semifinalistas del Top 14 de la URBA 2010 y los cuatro semifinalistas Torneo del Interior A 2010.
Hindú se consagró campeón por quinta vez en su historia, derrotando a Cardenales de Tucumán en cuartos de final (subcampeón del Torneo del Interior), Duendes de Rosario en semifinales (campeón defensor del torneo) y La Tablada de Córdoba en la final (campeón del Torneo del Interior). Santiago Mourín (2) y Francisco Bosch anotaron los tries del Elefante en la final, mientras que Joaquín Díaz Bonilla anotó 10 puntos a través de dos penales y dos conversiones.
Con el quinto título, Hindú superó a San Isidro Club y se convirtió en el club más ganador en la historia del torneo, récord que mantiene hasta la actualidad.

## Equipos participantes
Clasificaron al torneo ocho equipos: los semifinalistas del Top 14 de la URBA 2010 y los semifinalistas del Torneo del Interior A 2010.
| Club                   | Vía de clasificación                          | Unión de origen                |
| ---------------------- | --------------------------------------------- | ------------------------------ |
| San Isidro Club        | Campeón del Top 14 de la URBA 2010.           | Unión de Rugby de Buenos Aires |
| La Plata Rugby Club    | Subcampeón del Top 14 de la URBA 2010.        | Unión de Rugby de Buenos Aires |
| Belgrano Athletic Club | Semifinalista del Top 14 de la URBA 2010.     | Unión de Rugby de Buenos Aires |
| Hindú                  | Semifinalista del Top 14 de la URBA 2010.     | Unión de Rugby de Buenos Aires |
| La Tablada             | Campeón del Torneo del Interior A 2010.       | Unión Cordobesa de Rugby       |
| Cardenales             | Subcampeón del Torneo del Interior A 2010.    | Unión de Rugby de Tucumán      |
| Santa Fe Rugby Club    | Semifinalista del Torneo del Interior A 2010. | Unión Santafesina de Rugby     |
| Duendes                | Semifinalista del Torneo del Interior A 2010. | Unión de Rugby de Rosario      |

## Cuadro de desarrollo
|  | Cuartos de final       | Cuartos de final       | Cuartos de final |             |            | Semifinales     | Semifinales     | Semifinales     |  |       | Final           | Final           | Final           |  |
|  | 13 de noviembre        | 13 de noviembre        | 13 de noviembre  |             |            | 20 de noviembre | 20 de noviembre | 20 de noviembre |  |       | 27 de noviembre | 27 de noviembre | 27 de noviembre |  |
|  |                        |                        |                  |             |            |                 |                 |                 |  |       |                 |                 |                 |  |
|  |                        |                        |                  |             |            |                 |                 |                 |  |       |                 |                 |                 |  |
|  | San Isidro Club        | San Isidro Club        | 30               |             |            |                 |                 |                 |  |       |                 |                 |                 |  |
|  | San Isidro Club        | San Isidro Club        | 30               |             |            |                 |                 |                 |  |       |                 |                 |                 |  |
|  | Duendes                | Duendes                | 50               |             |            |                 |                 |                 |  |       |                 |                 |                 |  |
|  | Duendes                | Duendes                | 50               |             | Duendes    | Duendes         | 16              |                 |  |       |                 |                 |                 |  |
|  |                        |                        |                  |             | Duendes    | Duendes         | 16              |                 |  |       |                 |                 |                 |  |
|  |                        |                        | Hindú            | Hindú       | 36         |                 |                 |                 |  |       |                 |                 |                 |  |
|  | Cardenales             | Cardenales             | Hindú            | Hindú       | 36         | 24              |                 |                 |  |       |                 |                 |                 |  |
|  | Cardenales             | Cardenales             |                  |             |            |                 |                 |                 |  |       |                 |                 |                 |  |
|  | Hindú                  | Hindú                  | 25               |             |            |                 |                 |                 |  |       |                 |                 |                 |  |
|  | Hindú                  | Hindú                  | 25               |             |            |                 |                 |                 |  | Hindú | Hindú           | 25              |                 |  |
|  |                        |                        |                  |             |            |                 |                 |                 |  | Hindú | Hindú           | 25              |                 |  |
|  |                        |                        | La Tablada       | La Tablada  | 22         |                 |                 |                 |  |       |                 |                 |                 |  |
|  | La Tablada             | La Tablada             | La Tablada       | La Tablada  | 22         | 26              |                 |                 |  |       |                 |                 |                 |  |
|  | La Tablada             | La Tablada             |                  |             |            |                 |                 |                 |  |       |                 |                 |                 |  |
|  | Belgrano Athletic Club | Belgrano Athletic Club | 16               |             |            |                 |                 |                 |  |       |                 |                 |                 |  |
|  | Belgrano Athletic Club | Belgrano Athletic Club | 16               |             | La Tablada | La Tablada      | 21              |                 |  |       |                 |                 |                 |  |
|  |                        |                        |                  |             | La Tablada | La Tablada      | 21              |                 |  |       |                 |                 |                 |  |
|  |                        |                        | La Plata RC      | La Plata RC | 18         |                 |                 |                 |  |       |                 |                 |                 |  |
|  | La Plata RC            | La Plata RC            | La Plata RC      | La Plata RC | 18         | 53              |                 |                 |  |       |                 |                 |                 |  |
|  | La Plata RC            | La Plata RC            |                  |             |            |                 |                 |                 |  |       |                 |                 |                 |  |
|  | Santa Fe RC            | Santa Fe RC            | 24               |             |            |                 |                 |                 |  |       |                 |                 |                 |  |
|  | Santa Fe RC            | Santa Fe RC            | 24               |             |            |                 |                 |                 |  |       |                 |                 |                 |  |
|  |                        |                        |                  |             |            |                 |                 |                 |  |       |                 |                 |                 |  |

## Cuartos de final
En cuartos de final actuaron de local los finalistas de ambos torneos, con los finalistas del Top 14 de la URBA recibiendo a los semifinalistas del Torneo del Interior A y viceversa.
| 13 de noviembre | San Isidro Club | 30 - 50 | Duendes | San Isidro Club, San Isidro     |                                 |
|                 |                 | Reporte |         | Árbitro(s): Andrés Ramos (Cuyo) | Árbitro(s): Andrés Ramos (Cuyo) |

| 13 de noviembre | Cardenales | 24 - 25 | Hindú | Cardenales Rugby Club, Tucumán     |                                    |
|                 |            | Reporte |       | Árbitro(s): Mauro Rivera (Rosario) | Árbitro(s): Mauro Rivera (Rosario) |

| 13 de noviembre | La Tablada | 26 - 16 | Belgrano Athletic Club | Club La Tablada, Córdoba                |                                         |
|                 |            | Reporte |                        | Árbitro(s): Martín Rodríguez (Santa Fe) | Árbitro(s): Martín Rodríguez (Santa Fe) |

| 13 de noviembre | La Plata RC | 53 - 24 | Santa Fe RC | La Plata Rugby Club, La Plata            |                                          |
|                 |             | Reporte |             | Árbitro(s): Fernando Martorell (Tucumán) | Árbitro(s): Fernando Martorell (Tucumán) |

## Semifinales
| 20 de noviembre | Duendes | 16 - 36 | Hindú | Duendes Rugby Club, Rosario          |                                      |
|                 |         | Reporte |       | Árbitro(s): Javier Mancuso (Córdoba) | Árbitro(s): Javier Mancuso (Córdoba) |

| 20 de noviembre | La Tablada | 21 - 18 | La Plata RC | Club La Tablada, Córdoba           |                                    |
|                 |            | Reporte |             | Árbitro(s): Omar Alcocer (Tucumán) | Árbitro(s): Omar Alcocer (Tucumán) |

## Final
| 27 de noviembre | Hindú | 25 - 22 | La Tablada | Hindú Club, Don Torcuato        |                                 |
|                 |       | Reporte |            | Árbitro(s): Andrés Ramos (Cuyo) | Árbitro(s): Andrés Ramos (Cuyo) |